# Platz der Göttinger Sieben (Hannover)

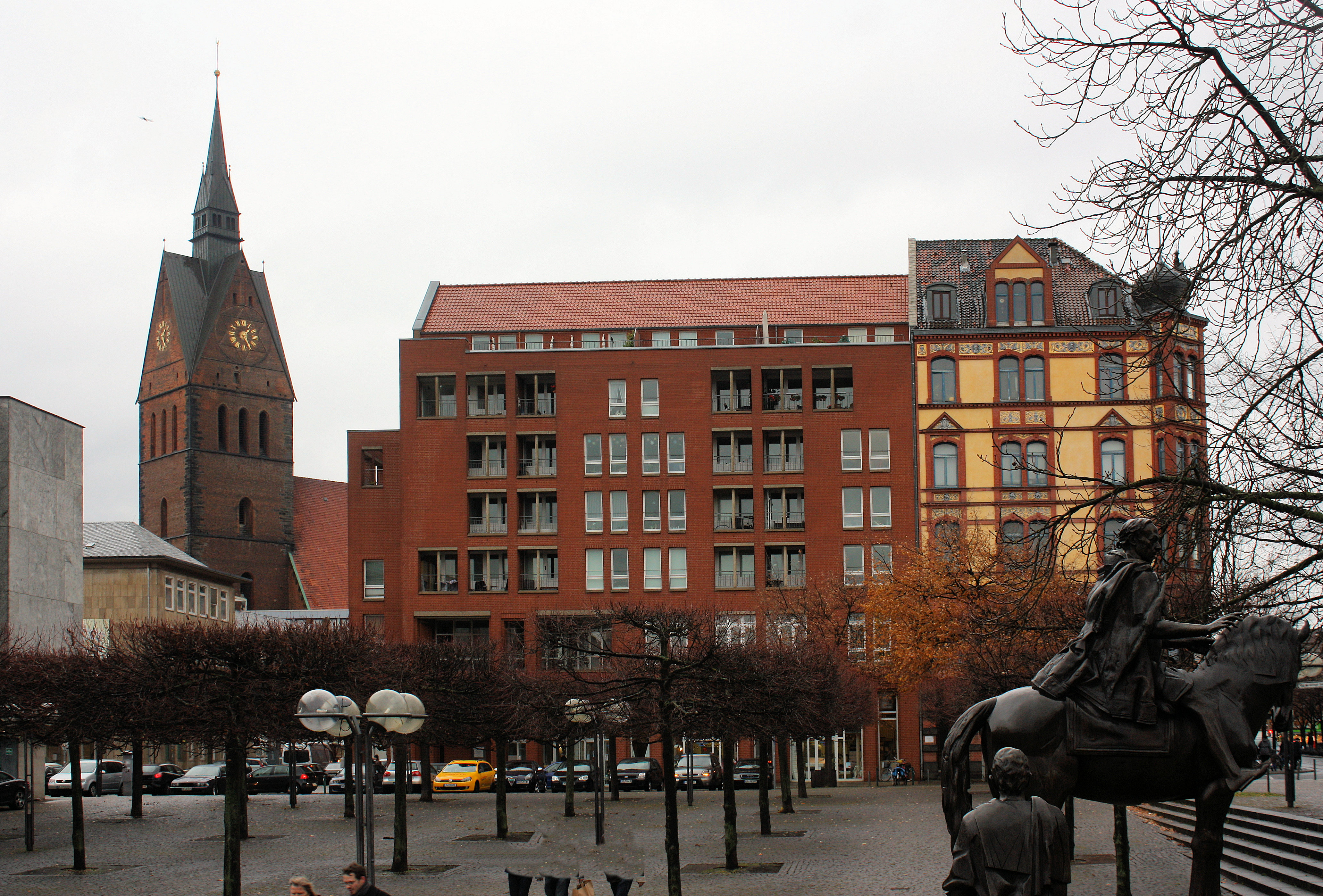
Blick über den Platz der Göttinger Sieben in Richtung Marktkirche, links das Gebäude des Niedersächsischen Landtags, rechts ein Teil des Denkmals der Göttinger Sieben

Der Platz der Göttinger Sieben in Hannover ist ein Anfang der 1960er Jahre von dem Architekten Dieter Oesterlen gestalteter Architekturplatz zwischen dem Gebäude des Niedersächsischen Landtags (Plenarsaal am Leineschloss) und der Karmarschstraße. Der als Fußgängerzone gestaltete Vorplatz wird ergänzt durch eine – namenlose – Fußgängerbrücke in Richtung Friederikenplatz sowie einen Wasserfall anstelle der zuvor abgebrochenen Flusswasserkunst. Auf der Suche nach einem „Niedersachsen-Wahrzeichen“ wurde über Teilen dieser Wasserkunst später das Denkmal der Göttinger Sieben errichtet.

## Geschichte

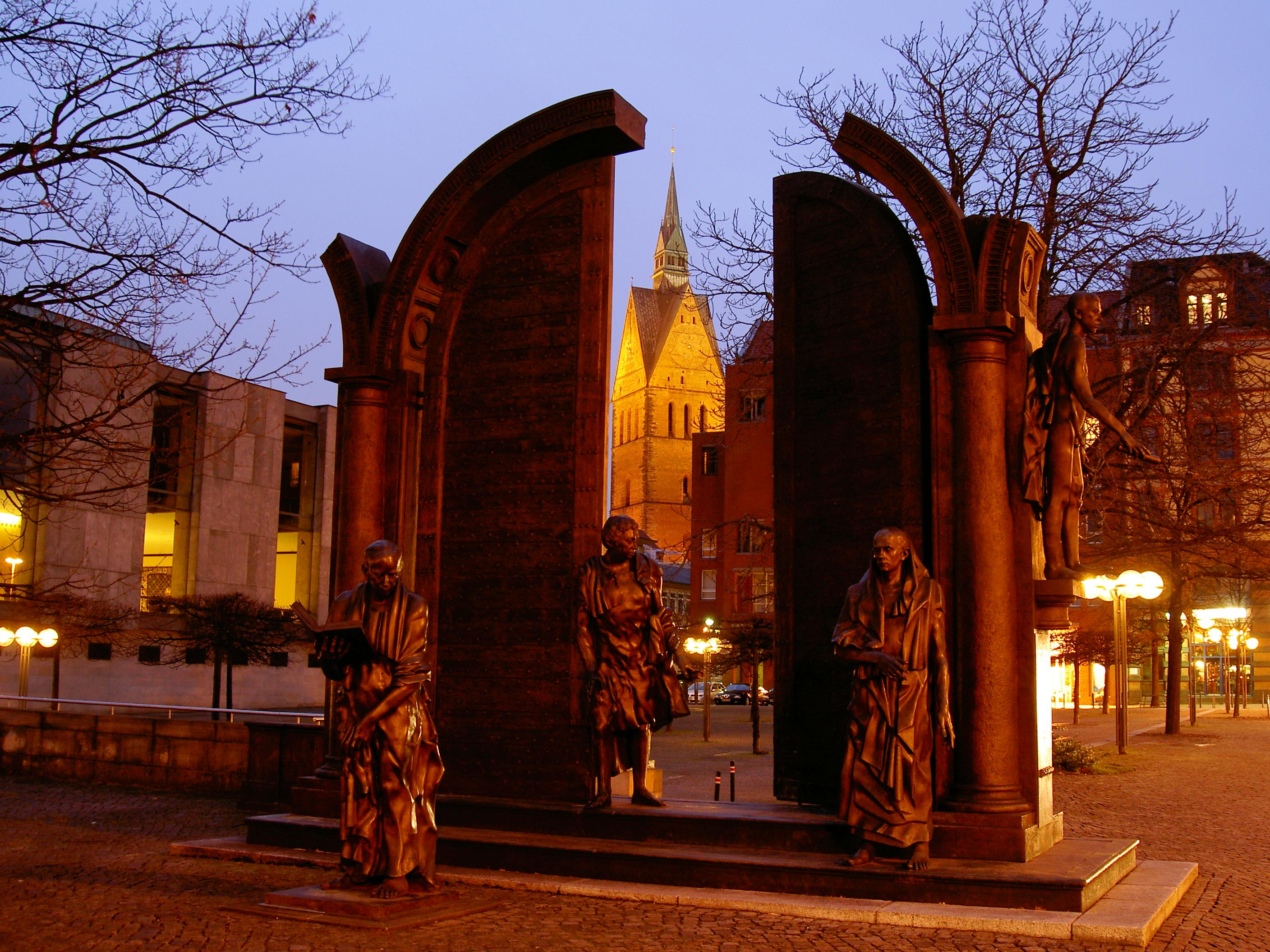
Ähnliche Blickrichtung zur „Blauen Stunde“

Der heutige Platz findet sich an der Stelle von noch zur Zeit des Königreichs Hannover 1852 und 1853 abgebrochener Gebäude, die bis an die – später angelegte – Karmarschstraße heranreichten.
Nachdem durch die Zeit des Nationalsozialismus und die Luftangriffe auf Hannover während des Zweiten Weltkrieges die Fliegerbomben das Leineschloss 1943 bis auf einen „Torso“ zerstört hatten, billigte der Niedersächsische Landtag in der noch jungen Bundesrepublik Deutschland 1949 zunächst das – wieder aufzubauende – Leineschloss als Sitz des Landtages im „Regierungsviertel“ im Gebiet um den Waterlooplatz und das Leibnizufer. Doch erst 1954 wurde ein Architektenwettbewerb ausgeschrieben, den der 1. Preisträger Dieter Oesterlen für sich entscheiden konnte. Die Bauausführung insbesondere des Plenarsaals erfolgte dann jedoch erst in den Wirtschaftswunderjahren von 1957 bis 1962. In dieser Zeit entstanden ab etwa 1961 auch erste Ideen für ein neues Niedersachsen-Wahrzeichen.
Erst in den Folgejahren wurde, nachdem 1963 bis 1964 ein unauffälliger Ersatzbau südlich des Friederikenplatzes für die Flusswasserkunst errichtet worden war, das von Carl Dopmeyer reich verzierte Wasserbauwerk mit seiner Maschinenhalle – trotz heftiger Proteste seitens der Bevölkerung – abgerissen, um das Leineschloss städtebaulich besser einzubinden.

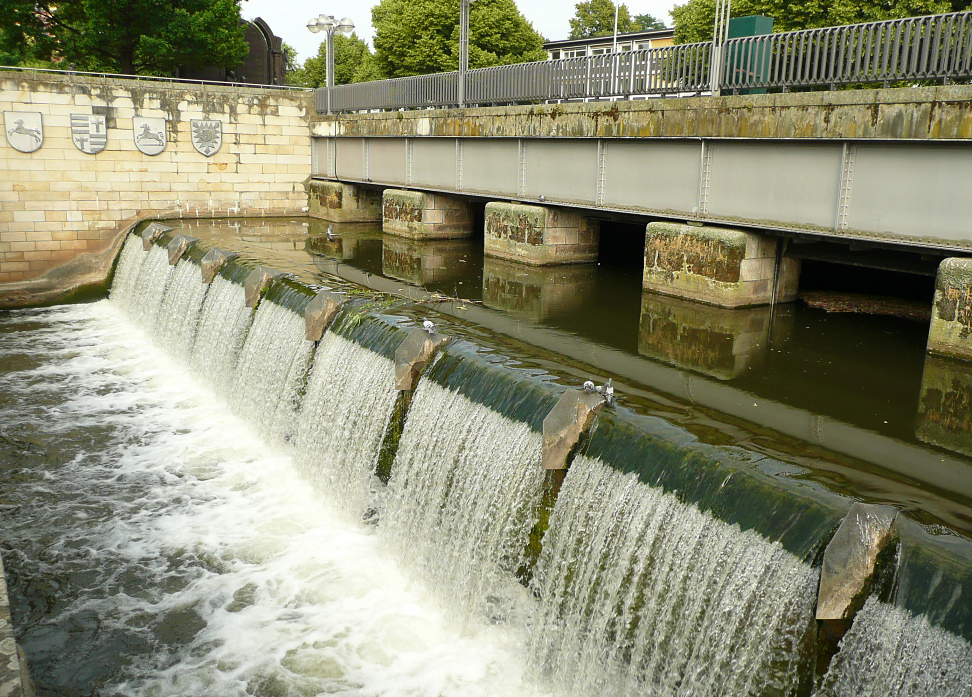
1963 von Dieter Oesterlen gestaltet: Das Stauwerk an der Leine

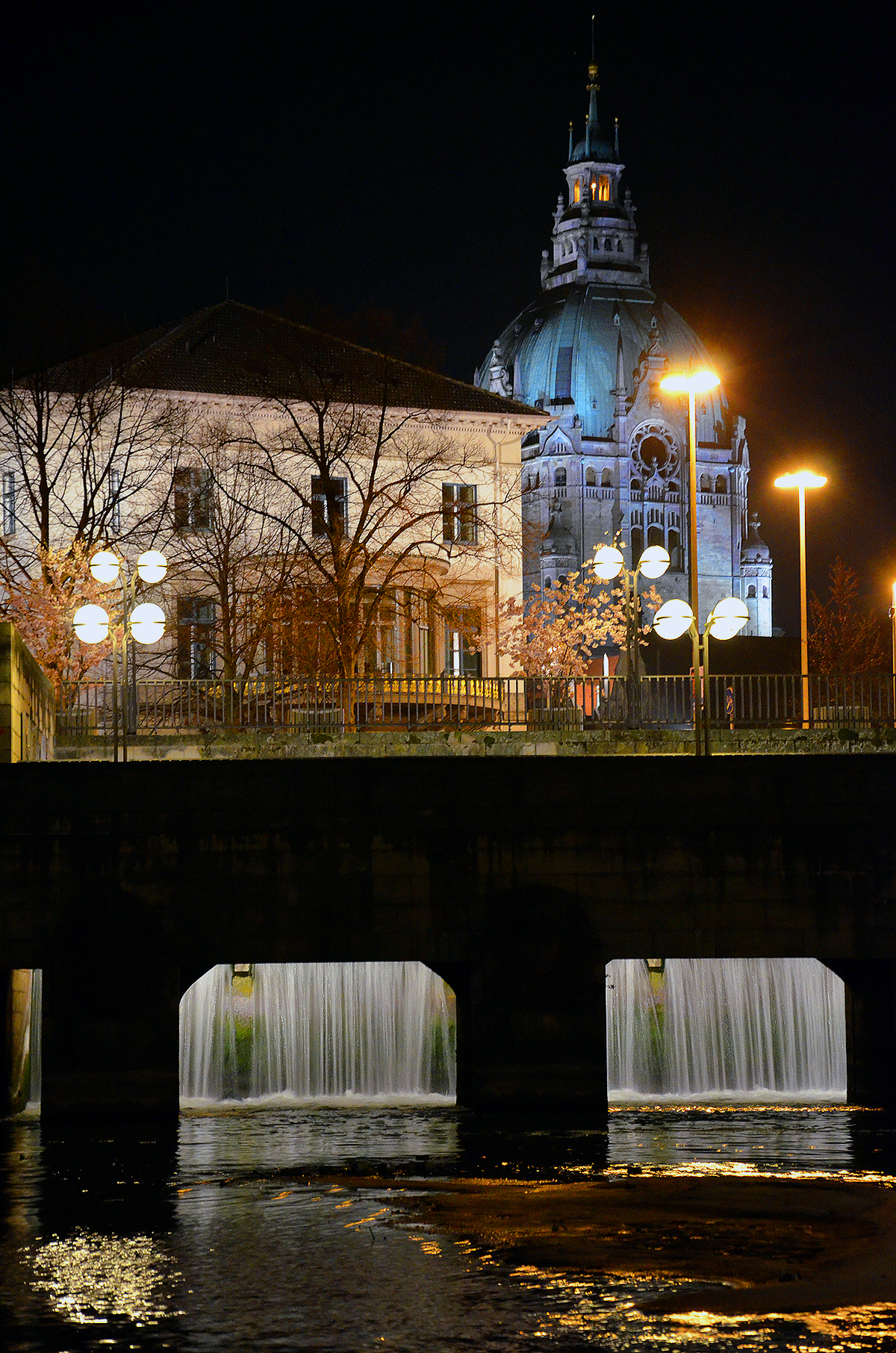
Illuminierter Wasserfall hinter der Fußgängerbrücke, im Hintergrund das Wangenheimpalais und das Neue Rathaus; gesehen vom Leineufer am Leineschloss

Wieder war es Dieter Oesterlen, der nun den Landtagsvorplatz neu gestaltete. Dabei wurden 1963 das Stauwerk und die Fußgängerbrücke errichtet mit den erhaltenen Skulpturen der alten Flussgötter als Dekoration.
Ironie der Geschichte: Um den Bau der U-Bahn Hannover unter dem Hauptbahnhof durchführen zu können, wurde in den Jahren 1971 bis 1975 das Ernst-August-Denkmal von dort vorübergehend an den Platz der Göttinger Sieben versetzt, das Denkmal jenes im Gustus eines absolutistischen Gottesgnadentums regierenden Landesherrn Ernst August, dessen Verfassungsbruch erst zum Protest der Göttinger Sieben geführt hatte und dann zu deren teilweiser Ausweisung aus dem Königreich Hannover.
Schließlich erhielt der Platz der Göttinger Sieben erst 1993 seinen heutigen Namen, als der Gestaltungswettbewerb für das gleichnamige Denkmal durch den italienischen Künstler Floriano Bodini gewonnen wurde.
Am Protest gegen einen geplanten Abriss des denkmalgeschützten, von Dieter Oesterlen errichteten Plenarsaals des Niedersächsischen Landtags und einen wesentlich größeren Neubau über den Platz der Göttinger Sieben protestierten 2010 rund 150 Bürger, darunter der Bauhistoriker Sid Auffarth und der mit dem verstorbenen Oesterlen ehemals befreundete Architekt Harald Leonhardt, der Grünen-Abgeordnete Enno Hagenah sowie Menschen der „Initiative Bürgerbeteiligung“. Für die Anfang Dezember 2010 um „fünf vor zwölf“ begonnene Aktion hatte die Verwaltung des Landtags sowie die Polizeidirektion Hannover eine Ausnahmegenehmigung vom Bannmeilengesetz erteilt.
Nach dem erfolgreichen Bürgerprotest wurde unterdessen lediglich mit dem Umbau und der Sanierung des Landtagsgebäudes begonnen, hierfür mussten allerdings der bisherige Baumbestand aus sogenannten „Kastenlinden“ entfernt werden, die später durch höhere Exemplare ersetzt werden sollen.
Zuvor fand – erstmals auch auf dem Platz der Göttinger Sieben – am 22. Juni 2014 der mittlerweile dritte „Bürgerbrunch“ statt, ein gemeinsames Essen von bis zu 4000 Bürgern selbst mitgebrachter Speisen und Getränke bei Musik, Tanz und Kleinkunst rund um die Marktkirche und den beiden Vorplätzen vom Niedersächsischen Landtag. Veranstalter für den guten Zweck war wiederum die Bürgerstiftung Hannover, Schirmherr erstmals Oberbürgermeister Stefan Schostok.
Zur möglichen Ausgestaltung des Platzes der Göttinger Sieben als „lebendiger Stadtplatz“ resümierte nicht nur der Bauhistoriker Sid Auffarth:

„[...] Es gilt, im fließenden Verkehr der Stadt Stopps einzulegen, ‚gestalterische Räume bereitzustellen, in denen notwendige Realerfahrungen im kulturellen und zwischenmenschlichen Bereich zwischen den im Alltag getrennten Gruppen gemacht werden können‘.“

## Medienecho (Auswahl)
- Stefanie Kaune: Platz der Göttinger Sieben / 150 Gegner des Plenarsaalabrisses demonstrieren in Hannover / Mit Flatterband und Luftballons: 150 Gegner des Plenarsaalabrisses haben am Sonnabend auf Platz der Göttinger Sieben in Hannover demonstriert In: Hannoversche Allgemeine Zeitung (HAZ) vom 5. Dezember 2010; online zuletzt abgerufen am 16. November 2014